# Haruhiko Takimoto
Haruhiko Takimoto (滝本 晴彦 Takimoto Haruhiko?), född 20 maj 1997 i Ibaraki prefektur, är en japansk fotbollsspelare.
Takimoto började sin karriär 2016 i Kashiwa Reysol.